# طرح تامین و انتقال آب از دریای عمان و خلیج فارس به فلات مرکزی ایران
طرح تامین و انتقال آب از دریای عمان و خلیج فارس به فلات مرکزی ایران، شامل تعدادی پروژه مستقل برای نمک زدایی آب این دو پهنه آبی و انتقال به مقاصد مصرف با مسیرها و آباره‌های مختلف به مناطق فراساحل جنوبی و شرقی فلات ایران است که در طبق بررسی‌ها دارای کمبود آب برای توسعه اقتصادی و تأمین آب صنعت و شرب خواهند بود. در این طرح در چند مسیر مختلف، انتقال آب به وسیله سیستمی از تأسیسات نمک زدایی آب دریا، خطوط لوله، ایستگاه‌های پمپاژ و مخازن ذخیره‌سازی به مقاصد مصرف اجرا می‌شود. همچنین در این طرح تأمین آب شیرین برای متقاضیان خرید آن در سواحل در اولیت قرار دارد. عدم شفافیت در سازوکار طراحی شده برای فروش آب انتقالی و پرداخت کننده نهایی هزینه‌های این خرید و همچنین شفاف نبودن سازوکار تامین مالی این طرح‌ها موجب سوالاتی در مورد احتمال دولتی بودن شیوه تامین مالی این طرح‌ها و غیر اقتصادی بودن این پروژه‌ها را به همراه داشته است.
در این طرح برای استفاده از ۸٫۳ میلیارد متر مکعب آب دریای عمان و خلیج فارس برنامه‌ریزی شده است که از این میزان در نهایت ۲٫۷ میلیارد متر مکعب آن شیرین سازی شده و برای متقاضیان خریداری و استفاده از آن در فعالیت‌های صنعتی، آشامیدنی و کشاورزی پربازده صنعتی در طول مسیر خط لوله به مقاصد مصرف در فلات مرکزی ایران منتقل می‌شود. در آخرین نقشه راه آب کشور، برای رفع کسری آب موجود در پاسخ به نیازها در ایران لزوم برنامه‌ریزی و اقدام برای تامین آب کشور از طریق کاهش مصرف آب در بخش کشاورزی به میزان ۳۰٫۵ میلیارد متر مکعب (معادل ۳۴٪ از کل مصرف آب در سال ۱۴۰۲) و تأمین ۲٫۷ میلیارد متر مکعب آب جدید با شیرین سازی آب دریا برای برخی مناطق (معادل ۳٪ از کل مصرف آب در سال ۱۴۰۲) پیش‌بینی شده است که قسمت دوم در طرح تامین و انتقال آب از دریای جنوب به فلات مرکزی ایران انجام شود.
به گفته علیرضا دائمی، سرپرست وقت معاونت آب و آبفای وزارت نیرو، در سند تخصیص آب برای این طرح‌ها قید شده است که تمامی هزینه طرح‌ها توسط بخش‌خصوصی و صنایع خریدار آب تأمین شود و در هر خط انتقال آب در حدود ۲۰٪ از ظرفیت انتقال آب در طرح برای آب شرب مناطق مسکونی در طول مسیر در نظر گرفته شود تا در صورت نیاز دولت از طریق خط لوله خریداری نماید.
برای این منظور تاکنون طرح ۵ مسیر و خط آبگذر نهایی و عملیاتی شده است که برای انتقال آب دریای جنوب به ۷ استان است و طول این خطوط انتقال آب ۳۷۰۰ کیلومتر می‌باشد. این طرح به صورت کلی برای پیش‌بینی تامین آب ۱۸ استان کشور از آب‌های خلیج فارس و دریای عمان در صورت نیاز است که در مسیرها و خط‌های (فازهای) گوناگون آباره برای مناطق و استان‌های گوناگون پیش‌بینی شده است.

## اهداف و دلایل توجیهی طرح
در مطالعات جامع آب کشور با افق ۱۴۲۵ به این نتیجه رسیده شد که در منطقه در محدوده رشته کوه زاگرس تا منتهی علیه شرق کشور تا افق ۱۴۲۵ برای تامین نیازهای آب شرب و صنعت به میزان ۲ میلیارد متر مکعب کمبود آب وجود دارد. از طرف دیگر در این مطالعات نتیجه‌گیری شد که برای توسعه پایدار در این منطقه از ایران باید هم مصرف آب کشاورزی و هم سطح زیر کشت محصولات کشاورزی کاهش یابد و با این وجود کسری آب وجود خواهد داشت و امکان تامین این ۲ میلیارد متر مکعب برای شرب و صنعت وجود ندارد.
از طرف دیگر در قوانین کشوری تغییر کاربری آب چاه کشاورزی برای استفاده در صنعت و شرب با ضوابتی بسیار محدود شده است و به عنوان مثال در سال ۱۳۹۳، شورای عالی آب با بخش‌نامه‌ای ممنوعیت صدور پروانه جدید برای تغییر کاربری چاه‌های آب کشاورزی در تمام دشت‌های ممنوعه و نیمه ممنوعه کشور را ابلاغ کرد. تلاش‌ها برای تصویب قوانین جدید در مجلس برای قاعده‌مند کردن تغییر کاربری آب چاه کشاورزی موفق نبوده است لذا برای تامین این ۲ میلیارد متر مکعب دو راه پیشنهاد شد که مورد اول شامل خرید آب آمو دریا از کشور تاجیکستان و راه دوم شیرین سازی آب دریای جنوب و انتقال به مقاصد مصرف در این منطقه از فلات مرکزی ایران بود. برای خرید آب از تاجیکستان و انتقال به این منطقه از ایران مذاکراتی هم انجام شد. در نهایت شیرین سازی و انتقال آب از دریای جنوب به مناطق دارای کسری آب برای صنعت و شرب در فلات مرکزی ایران با قید این شرط که تمام هزینه تامین آب برای صنعت توسط بخش خصوصی تامین شود و برای تامین آب شرب، سهم ۲۰٪ از خطوط لوله در نظر گرفته شود تا در صورت نیاز دولت آب برای شرب خریداری کند، در دستور کار قرار گرفته شد.
در این مطالعات دو گزینه دیگر خرید آب از حوضه آبریز رود سند و پاکستان و استفاده از سدهای زیرزمینی در سواحل و در مسیر رودهای زیرزمینی بررسی نشد. حوضه آبریز رود سند با آورد آب سالانه ۲۴۳ میلیارد متر مکعب به دلیل وضعیت زمین‌شناسی و رسوبات بسیار بالای همراه آب، ظرفیت ساخت سدهای بزرگ با طول عمر بالا و ذخیره‌سازی قابل توجه آب در حوضه آبریز را ندارد و سدهای موجود نیز به با سرعت بالا در حال پر شدن با رسوبات می‌باشند.
طبق بررسی‌های در این طرح، از مجموع تقریبی ۶۰ میلیارد متر مکعب آبی که سالانه در محدوده ۱۷ استان مورد بررسی مصرف می‌شود، ۲ میلیارد متر مکعب آن به مصرف صنعت می‌رسد که این میزان تا ۳۰ سال آینده (افق ۱۴۲۵) به بیش از ۳ میلیارد متر مکعب خواهد رسید. برای تامین این میزان آب در این محدوده برآوردها نشان می‌دهد برای مصارف بخش صنعت سالیانه ۹۵۰ میلیون مترمکعب کمبود آب وجود خواهد داشت که برای تامین نیازهای این بخش نیاز است از طریق انتقال آب از دریا تامین شود.
مطالعات فنی و اقتصادی انجام شده نشان می‌دهد انتقال آب شیرین شده از دریای عمان و خلیج فارس به مجتمع‌های صنعتی و معدنی جنوب شرق ایران اقتصادی تر از انتقال ماده معدنی به سواحل خلیج فارس است. در این راستا طرح شیرین سازی و انتقال آب خلیج فارس و دریای عمان به معادن جنوب شرق کشور برنامه‌ریزی شد تا ایجاد ارزش افزوده معدنی بالا، فرآوری مواد معدنی و جلوگیری از خام فروشی و در نتیجه جهش تولید و توسعه در این بخش محقق شود.
در فروردین ماه سال ۱۳۹۵ وزیر نیروی وقت ایران از طرح در دست بررسی انتقال آب از دریای جنوب به ۱۷ استان برای تأمین نیاز بخش‌های مختلف به ویژه صنعت گفت. در این طرح تا افق سال ۱۴۲۰ برای تامین بخشی از نیاز آبی به ۱۷ استان آبرسانی می‌شود که شامل ۷۹٪ مساحت کشور می‌شود.

## تاریخچه

### دلیل تاریخی انتخاب طرح انتقال آب دریا به فلات مرکزی
با توسعه صنایع و معادن در فلات مرکزی ایران و افزایش نیاز به آب برای توسعه صنعتی، نیاز به تغییر کاربری حقابه‌های موجود در منطقه که اکثراً برای کشاورزی سنتی تخصیص یافته بودند به وجود آمد ولی قوانین موجود اجازه خرید و فروش و تغییر کاربری آب چاه کشاورزی برای استفاده در صنعت یا شرب را نمی‌داد. با همراهی وزارت نیرو سال‌ها سعی شد قوانین خرید و فروش آب تصویب شود ولی این مهم با مخالف وزارت خانه‌های جهاد کشاورزی و نمایندگان ادوار مجلس در دولت‌های مختلف اتفاق نیفتاد و ممنوعیت فروش آب کشاورزی برای استفاده در صنعت و خدمات پابرجا ماند.

### تاریخچه طرح‌ها
با توسعه صنایع معدنی و فرآوری محصولات آن در استان کرمان نیاز به آب در این صنایع تشدید شد. از طرف دیگر خشکسالی و بحران آب شدیدی در دشت‌های رفسنجان و سیرجان در سال‌های ۱۳۹۰ و ۱۳۹۱ به وجود آمد، به‌طوری که چاه‌هایی که از عمق ۷۰ متری آب می‌کشیدند تا عمق ۳۰۰ متر همدیگر آبی نداشتند. قوانین موجود نیز اجازه خرید آب چاه کشاورزی برای مصارف در صنعت و کاهش سطح زیر کشت کشاورزی را نمی‌داد. در این شرایط سندی در وزارت نیرو تهیه و به برخی صنایع فلات مرکزی ابلاغ شد که در این شرایط تا تاریخ مشخصی دیگر امکان تامین آب آن‌ها از منابع موجود در این فلات وجود ندارد و باید تا قبل از تاریخ مشخص شده با هزینه خود یا صنایع را به کنار دریا ببرند یا آب دریا را به این صنایع منتقل نمایند. مطالعات فنی و اقتصادی مختلف برای بررسی دو گزینه انجام شد و نتیجه گرفته شد انتقال آب دریا به کنار معادن و فرآوری محصولات در کنار معدن (مانند معادن و صنایع گل گهر) به صرفه تر از انتقال مواد معدنی به سواحل است.
در این شرایط برخی شرکت‌های صنعتی و معدنی در استان کرمان و یزد شرکت تأمین و انتقال آب خلیج فارس (WASCO) را برای تامین آب این صنایع تأسیس کردند و کار ایجاد خط اول انتقال آب دریا به این صنایع با عنوان طرح ملی ساقی کوثر برای ساخت تأسیسات شیرین سازی و انتقال آب دریا به ظرفیت ۵۹۵ میلیون متر مکعب در روز ظرف ۲ سال در اواخر دولت دهم و در اردیبهشت سال ۱۳۹۲ به صورت رسمی با حضور رئیس‌جمهور احمدی‌نژاد در بندرعباس شروع شد. پروژه خط اول در دولت یازدهم و دوازدهم در حالی اجرا شد که با مخالفت شدید وزارت نیرو و شخص وزیر وقت نیرو (حمید چیت چیان) و وزیر راه و شهرسازی (عباس آخوندی) همراه بود صنایع در خفا و بدون کمترین حمایتی از طرف دولت، با توجه به داشتن مجوز برداشت آب دریا از وزارت نیرو و مجوز شروع کار که در دولت دهم صادر شده بود و طی کردن فرایند اخذ مجوز محیط زیستی، این طرح خط لوله انتقال آب دریا را اجرا کردند و در مراحل نهایی به تدریج وزارت‌خانه‌های مربوط و وزرای وقت توجیه شده و حتی در مراحل پایانی ساخت و افتتاح پروژه حضور پر رنگ داشتند.
در آبان ۱۳۹۹ در مراسم افتتاح پروژه خط اول انتقال آب دریا، رئیس‌جمهور حسن روحانی این خط لوله انتقال آب را خط انتقال امید به مردم منطقه نامید و بیان کرد «این طرح مال ملت ایران است؛ کارگران، مهندسین، مدیران و همه آنهایی است که تلاش کردند.» همچنین در این مراسم به صورت همزمان طرح انتقال آب دریا به استان اصفهان، سیستان و بلوچستان و خراسان جنوبی و رضوی اعلام رسمی و شروع شد.
با پیشرفت مناسب خط ۱ انتقال آب دریا به صنایع در استان کرمان و یزد و نمایان شدن آینده موفقیت‌آمیز طرح، صنایع دارای کمبود آب در استان اصفهان نیز در سال ۱۳۹۷ با تأسیس شرکت تأمین آب صفه، ساخت خط لوله شماره ۳ انتقال آب شیرین سازی شده دریا به صنایع استان اصفهان را در دستور کار قرار دادند.
با قطع شدن جریان معمول آب رودخانه هلمند به دشت سیستان و بحران در تامین آب شرب مردم این منطقه و همچنین مشکل تامین آب زاهدان، انتقال آب دریای عمان به این منطقه در قالب خط ۴ انتقال آب دریا به فلات مرکزی در دستور کار قرار گرفت و انتقال آب به استان خراسان جنوبی و رضوی نیز در همین مسیر و طرح خط لوله تعریف شد. انتقال آب در خط لوله شماره ۴ به ۳ استان شرقی کشور برخلاف خطوط دیگر بخش عمده تامین آب برای مصارف شرب و خدمات در این مناطق است و خریدار دولتی دارد و کارفرمای آن دولتی بوده و شرکت آب منطقه‌ای خراسان رضوی است که به نمایندگی از شرکت آب منطقه‌ای ۳ استان شرقی کشور این کار را انجام می‌دهد. برای این منظور در سال ۱۴۰۰ با حمایت وزارت صمت و سرمایه‌گذاری شرکتهای تابعه و وابسته به وزارت صمت، با هدف تامین آب مورد نیاز خدمات، صنایع و معادن سه استان شرقی کشور، شرکت تأمین آب صنایع و معادن (IMWASCO) تأسیس شد که کار ساخت این خط انتقال آب را انجام دهد.

## تأمین مالی طرح‌ها
مطالعات فنی و اقتصادی انجام شده نشان می‌دهد انتقال آب شیرین شده از دریای عمان و خلیج فارس به صنایع معدنی جنوب شرق ایران اقتصادی تر از انتقال ماده معدنی به سواحل خلیج فارس است.
در سند تخصیص آب برای طرح‌های انتقال آب شیرین سازی شده به فلات مرکزی ایران قید شده است که تمامی هزینه طرح‌ها توسط بخش‌خصوصی و صنایع خریدار آب تأمین شود و در هر خط انتقال آب در حدود ۲۰٪ از ظرفیت انتقال آب در طرح برای آب شرب مناطق مسکونی در طول مسیر در نظر گرفته شود تا در صورت نیاز دولت از طریق خط لوله خریداری نماید. بخش خصوصی برای تامین مالی در این طرح‌ها (مثل سایر پروژه‌های توسعه‌ای بخش خصوصی) از منابع مختلف از جمله صندوق توسعه ملی و بانک‌ها تامین مالی کرده است.

### تأمین برق
برای اجرای ۵ طرح نخست انتقال آب دریا به فلات مرکزی ایران که در حال ساخت است به ۲۰۰۰ مگاوات برق نیاز است (که تأسیسات تولید و انتقال برق این طرح‌ها در قالب خود پروژه توسط مالکان ساخته خواهد شد) و قرار است بخشی از این انرژی از طریق نیروگاه‌های تجدیدپذیر و برق سبز تامین شود. در اسناد مادر تمامی این طرح‌های انتقال آب قید شده است که تأسیسات تامین و انتقال آب در این طرح‌ها باید برق خود را با ایجاد نیروگاه، خود تأمین نمایند.

## مشخصات مسیرهای خط لوله انتقال آب
برای انتقال آب به فلات مرکزی ایران تاکنون ۵ خط طرح‌ریزی و تخصیص آب داده شده اشت. خط نخست به طول ۸۲۶ کیلومتر و ظرفیت سالانه ۱۸۰ میلیون متر مکعب اجرا شده و به بهره‌برداری رسیده و که این خط ۵۰ میلیون متر مکعب آب شیرین‌سازی‌شده دریا را به استان هرمزگان و ۱۳۰ میلیون متر مکعب به سه مجموعه صنعتی گل گهر و مس سرچشمه در استان کرمان و چادرملو در استان یزد می‌رساند. خط ۲ از مبدأ خلیج فارس و استان هرمزگان با ظرفیت ۲۰۰ میلیون متر مکعب در سال به سمت استان‌های کرمان و یزد می‌رود. خط ۳ شامل انتقال آب به طول ۹۱۰–۱۰۸۰ کیلومتر از تنگه هرمز به استان اصفهان است که ۲۰۰ میلیون متر مکعب را در فاز اول و ۴۰۰ میلیون متر مکعب را در فاز دوم به این استان منتقل می‌کند. خط چهارم شمال انتقال ۸۰۰ میلون متر مکعب آب تا فاز سوم از دریای عمان در ساحل چابهار به استان سیستان و بلوچستان، خراسان جنوبی و رضوی است. خط پنجم نیز شامل شیرین سازی و انتقال ۹۰ میلیون متر مکعب از خلیج فارس به مناطق صنعتی و جمعیتی استان فارس است.

### خط یا مسیر یک
خط نخست شامل شیرین سازی ۱۸۰ میلیون متر مکعب آب دریا از ۳۰ کیلومتری شرق بندرعباس در تنگه هرمز و دهانه خلیج فارس است که ۵۰ میلیون متر مکعب آن به مصرف خود استان هرمزگان می‌رسد و باقی ۱۳۰ میلیون متر مکعب به مراکز صنعتی و جمعیتی استان‌های کرمان و یزد منتقل می‌شود. این طرح در روز ۱۳ آبان ۱۳۹۹ افتتاح شد. این طرح در ۳ قطعه به طول ۸۲۶ کیلومتر لوله گذاری شده و دارای ۱۲ ایستگاه پمپاژ می‌باشد و با حجم سرمایه‌گذاری ۲۰ هزار میلیارد تومانی اجرا و افتتاح شده. طول این خط انتقال با احتساب انشعابات ۹۷۰ کیلومتر می‌باشد.

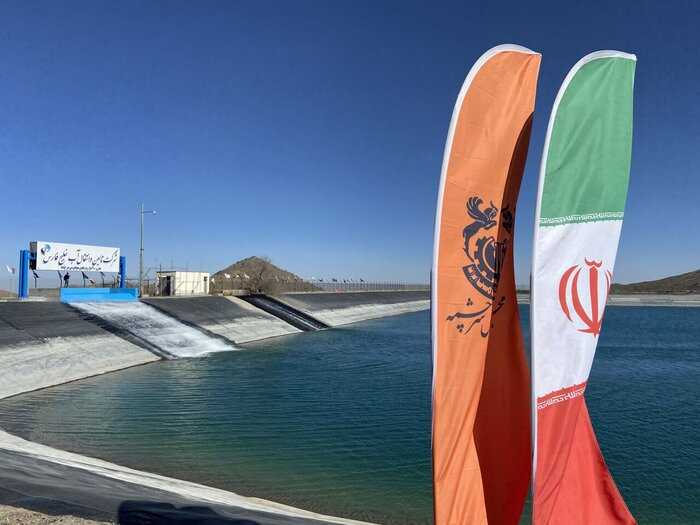
حوضچه آرامش مجموعه آب شیرین کن خط اول

قطعه نخست طرح از ۳۵ کیلومتری غرب شهر بندرعباس از محل تأسیسات آب شیرین کن (مجاور کارخانه کشتی سازی) آغاز شده و در ادامه به سمت شمال از ارتفاعات وارد دشت شده و در ارتفاع ۱۸۰۰ متری از سطح دریا به سمت مجتمع گل گهر واقع در ۵۰ کیلومتری جنوب غربی سیرجان می‌رسد. پس از آن در ارتفاع ۲۷۵۰ متری به سمت معادن مس سرچشمه واقع در جنوب غرب شهر رفسنجان در استان کرمان ادامه می‌یابد. سپس از ایستگاه شماره ۳ قطعه دوم خط انتقال در ارتفاع ۱۱۹۰ متری به سمت یزد تا منطقه صنایع فولادی اردکان یزد در شمال غرب شهر یزد ادامه مسیر می‌دهد که طبق برنامه‌ریزی انجام شده در آینده به سمت معادن چادرملو خواهد رسید و این یعنی ایجاد خط انتقال به طول ۸۲۰ کیلومتر و استفاده از لوله‌هایی به قطر ۱۲۰۰ تا ۱۶۰۰ میلی‌متر.
انتقال آب خلیج فارس به نی‌ریز:
در ادامه خط یک و از مجتمع گل گهر سیرجان طرح انتقال آب از خلیج فارس به شرق استان فارس، با هدف مقابله با بحران آب در شهرستان نی‌ریز و مناطق مجاور مانند بختگان و استهبان، یکی از اقدامات کلیدی در مدیریت پایدار منابع آب است. این پروژه شامل انتقال ۶ میلیون متر مکعب آب در سال از مخزن گل‌گهر به صنایع فولادسازی نی‌ریز، با احداث خط لوله‌ای به طول ۱۱۰ کیلومتر و سرمایه‌گذاری ۱۲۰۰ میلیارد تومان در اسفند سال ۱۴۰۲ افتتاح شد. فاز اول این طرح تأمین آب صنایع فولاد غدیر نی‌ریز را بدون وابستگی به منابع زیرزمینی محقق کرد و فاز دوم آن برای انتقال آب به مجتمع فولاد روهام پارس در شهرستان بختگان برنامه‌ریزی شده است.

### خط یا مسیر دو
خط دوم شامل شیرین سازی ۲۰۰ میلیون متر مکعب آب دریا از ۳۰ کیلومتری غرب بندرعباس است که این آب توسط خط لوله شماره دو به موازات لوله خط ۱ به مقصد مراکز صنعتی و جمعیتی استان کرمان و یزد منتقل می‌شود. که ۵۰ میلیون متر مکعب آن به مصرف خود استان هرمزگان می‌رسد و باقی ۱۳۰ میلیون متر مکعب به مراکز صنعتی و جمعیتی استان‌های کرمان و یزد منتقل می‌شود.
در ابتدا طرح خط دوم انتقال آب دریای جنوب به فلات مرکزی با هدف اصلی انتقال آب به استان خراسان جنوبی و خراسان رضوی طراحی شد ولی طرح انتقال آب به این دو استان از طریق این مسیر لغو شد تا انتقال آب به این استان‌ها از مسیر خط ۴ انتقال آب انجام شود.

### خط سوم به استان اصفهان
در خط سوم، ۶۰۰ میلیون متر مکعب آب دریا از مبدأ تنگه هرمز (۲۰۰ م.م. م از شرق بندرعباس و ۴۰۰ م.م. م از ساحل سیریک) شیرین‌سازی‌شده و از استان کرمان و یزد به مقصد صنایع و مراکز جمعیتی استان اصفهان در ارتفاع ۱۵۰۰ متری پمپاژ و منتقل می‌شود. میزان سرمایه‌گذاری در این پروژه ۲ میلیارد و ۷۰۰ میلیون دلار است.
برای طرح انتقال آب به اصفهان ۲۰ مسیر مورد مطالعه قرار گرفت و به دلیل غلظت املاح کمتر آب در تنگه هرمز (در مقایسه با خلیج فارس)، گزینه برتر آبگیری از ساحل دریای عمان در استان هرمزگان و انتقال از مسیر استان‌های کرمان و یزد تشخص داده شد. همچنین این مسیر امکان دفع شورابه به آب‌های آزاد دریای عمان را داشت. پس از تکمیل مطالعات طرح و انجام ارزیابی‌های زیست‌محیطی، عملیات اجرایی طرح در شهریور ماه سال ۱۴۰۱ آغاز شد.
شرکت‌های شرکت فولاد مبارکه، شرکت ذوب آهن اصفهان، اتاق بازرگانی اصفهان، پالایشگاه نفت اصفهان، سازمان همیاری شهرداری‌های استان اصفهان، شهرداری اصفهان و شرکت فلز تدارک فولاد مبارکه در این طرح سهامدار هستند. ابَرپروژه انتقال آب به استان‌های مختلف از جمله استان صنعتی اصفهان می‌تواند زمینه‌ساز توسعه روزافزون مجموعه‌های بزرگ و کوچک تولیدی، رونق کسب و کار، جهش تولید، درآمدزایی و اشتغال‌زایی باشد. از سویی دیگر، توسعه صنایع از جمله فولاد در سطح کلان و دیگر مجموعه‌های تولیدی بزرگ و کوچک در زُمره برنامه‌ها و سیاست‌های مدیران و تصمیم‌گیران است و همین امر می‌طلبد که منابع آب تازه‌ای به این مناطق اضافه شود زیرا با منابع موجود نمی‌توان از پسِ نیاز بخش‌های مختلف به ویژه صنعت و تولید برآمد.
فاز اول طرح (خط ۳) برای انتقال ۲۰۰ میلیون متر مکعب آب شیرین‌سازی‌شده در مسیر۵۲۰ کیلومتری از سیرجان تا اصفهان است و هزینه اجرای این فاز ۲۵ هزار و ۵۰۰ میلیارد تومان است. طول کل این خط انتقال آب ۱۰۸۰ کیلومتر از ساحل شرق بندرعباس تا اصفهان می‌باشد.
فاز دوم طرح (خط ۶) برای انتقال ۴۰۰ میلیون متر مکعب از ساحل سیریک تا اصفهان به طول ۹۱۰ کیلومتر است که هزینه اجرای فاز دوم ۱۱۳ هزار و ۱۰۰ میلیارد تومان است و به منظور انتقال تا ۴۰۰ میلیون مترمکعب آب از دریای عمان تعریف شده است. طول مسیر این طرح ۴۳۴ کیلومتر است.

### خط چهارم در شرق
در خط چهارم، آب دریای عمان از ساحل شرق شهر چابهار به استان سیستان و بلوچستان، خراسان جنوبی و خراسان رضوی منتقل می‌شود. این طرح به طول ۱۳۴۲ کیلومتر با سرمایه‌گذاری ۱۶۱ هزار میلیارد تومانی (۳٫۲ میلیارد دلار) اجرایی شد. تاریخ پایان این طرح سال ۱۴۰۴ پیش‌بینی شده است. ظرفیت انتقال آب خط لوله این طرح ۲٫۴ میلیارد متر مکعب آب شیرین‌سازی‌شده تا مقاصد مصرف می‌باشد. طرح انتقال آب از این مسیر، بزرگ‌ترین طرح شیرین سازی و انتقال آب شیرین‌سازی‌شده دریا است.
در ابتدا قرار بر اجرای طرح انتقال آب دریا به خراسان جنوبی و رضوی از طریق دریای عمان بود که توسط کنسرسیوم و شرکتی با عنوان تابش اجرایی شود اما در دوره‌ای بنا به تاکیدات رزم حسینی، استاندار سابق خراسان رضوی، مقرر شد انتقال آب به مشهد از خلیج فارس (که حداقل ۶۰ کیلومتر مسیر نزدیک‌تری دارد) انجام شود. در نهایت این طرح به مهندسان مشاور عرضه شد و ساخت این خط انتقال به این دو استان را از طریق دریای عمان و در مسیر خط ۴ سهل تر و ۳–۴ سال سریع تر تشخیص دادند. دلیل این موضوع توپوگرافی زمین در خط انتقال نزدیک تر از مسیر بندرعباس، کرمان، خراسان جنوبی و مشهد ذکر شد که با حدود ۱۳۰۰ کیلومتر طول مسیر تا شهر مشهد، نیاز به عبور از کوه‌ها و حفاری تونل دارد و ۴–۳ سال زمان رسیدن آب به خراسان رضوی را به تعویق می‌انداخت.
علی عبداللهی، مجری طرح مطالعات نمک‌زدایی و انتقال آب از دریای عمان به استان‌های شرقی کشور در سال ۱۳۹۹ گفت بود که با توجه به این که مسیر انتقال آب خلیج‌فارس (به خراسان در خط ۲) هم اینک ۳۰ درصد پیشرفت فیزیکی را داراست و هزینه‌های کمتری برای انتقال آب به استان‌های خراسان جنوبی و خراسان رضوی دارد (و حدود ۶۰ کیلومتر طول مسیر کوتاه‌تر است) با تصمیم رئیس‌جمهور، تأمین آب صنایع این استان‌ها از طریق خط دو خلیج‌فارس انجام خواهد شد.

### خط پنجم انتقال به استان فارس
خط پنجم شامل انتقال آب شیرین‌سازی‌شده از خلیج فارس به متقاضیان در استان فارس می‌باشد که در فاز اول ظرفیت انتقال ۹۵ میلیون متر مکعب آب را دارد که در فاز دوم و نهایی، ظرفیت انتقال به ۲۱۰ میلیون متر مکعب می‌رسد. این طرح با مشکل جذب سرمایه‌گذار و خریدار آب مواجه بوده است. در گذشته بخشی از آب آشامیدنی استان بوشهر از طریق انتقال آب از استان فارس تأمین می‌شد.
طول این خط لوله در حدود ۷۰۰ کیلومتر بوده و قیمت تمام شده آب منتقل شده در مقصد در حدود ۲ یورو است. البته انتقال آب از گل گهر سیرجان به فولاد غدیر نی ریز در شرق فارس از خط یکم اجرایی شده است.

## انتقادها

### دلیل ایجابی ۱
متولیان و مدافعان طرح‌های انتقال آب دریای جنوب به فلات مرکزی ایران بیان می‌کنند که برای توسعه صنایع و توسعه اقتصادی در این منطقه، آب مازادی برای تخصیص وجود ندارد و از طرف دیگر قانون‌های متعددی تغییر کاربری آب چاه کشاورزی به صنعت برای توسعه صنعتی را در برخی دشت‌ها محدود و در عمل ممنوع کرده است، پس برای توسعه صنعتی و کاهش اشتغال در بخش کشاورزی در این مناطق چاره‌ای جز انتقال آب از دریا وجود ندارد.

#### پاسخ به دلیل ۱
منتقدان این طرح در پاسخ مطرح می‌کنند از آنجا که میزان مصرف آب در بخش صنعت کشور بسیار ناچیز بوده و در حوضه آبریز فلات مرکزی کشور در حدود ۱ میلیارد متر مکعب است و این نیاز آبی به راحتی از طریق کاهش مصرف آب در بخش کشاورزی قابل تامین بوده و اگر محدودیت‌ها در تغییر کاربری آب چاه کشاورزی برای استفاده در صنعت و شرب در دشت‌های ممنوعه رفع شود و اینکار بعد از کسر سهم محیط زیست از حقابه کشاورزی انجام شود هم امکان تامین حقابه برای احیای محیط زیست و هم تامین نیاز آبی صنایع و آب شرب ممکن است. در مقابل اقدام برای طرح‌های انتقال آب از دریا با هزینه غیر ضروری چندین میلیارد دلاری باعث افزایش مصرف سوخت‌های فسیلی و تولید کربن در جو و آسیب به محیط زیست می‌شوند که هیچگاه نباید در اولویت قرار گیرد.
راه دیگر تامین نیاز آبی صنایع و شرب در حوضه آبریز فلات مرکزی گسترش اقدامات آبخیزداری برای کاهش تبخیر است. در کل کشور نزولات آسمانی ۴۰۰ میلیارد متر مکعب در سال است که از این میزان ۷۰٪ آن تبخیر می‌شود و فقط ۳۰٪ آن برای مصرف در اختیار قرار می‌گیرد. اگر به جای طرح‌های انتقال آب دریا به فلات مرکزی زمینه سرمایه‌گذاری صنایع در توسعه طرح‌های آبخیزداری اصولی باز شود، با کاهش حتی ۱ درصد از این تبخیر سالانه در فلات مرکزی کشور نیاز آبی به نسبت ناچیز صنایع در این حوضه آبریز به شکل ارزان قابل تامین است.

#### پاسخ به پاسخ دلیل ۱
متولیان طرح در پاسخ می‌گویند که سال‌ها وزارت نیرو و صنایع تلاش کردند اصلاح قانون توزیع عادلانه آب را در مجلس پیگیری و تصویب کنند ولی با مخالفت وزارت جهاد کشاورزی و عمده نمایندگان مجلس مواجه شدند و در سال ۱۳۹۱ وزارت نیرو اعلام کرد که تا مدت مشخصی می‌تواند تامین آب برخی صنایع را در استان کرمان انجام دهد و از آن زمان به بعد باید نیازهای آبی خود را با انتقال آب از دریا یا انتقال آب صنایع به کنار دریا تامین کنند که از آنجا که طبق بررسی‌های اقتصادی انتقال آب مصرفی برای فرآوری مواد معدنی و تأمین نیاز عمده صنایع وابسته ارزان‌تر بود، اجرای طرح‌های انتقال آب دریا به فلات مرکزی را دنبال کردند.

### دلیل ایجابی ۲
مدافعان و متولیان طرح‌های انتقال آب دریای جنوب به فلات مرکزی ایران بیان می‌کنند که این طرح‌ها دارای توجیه اقتصادی هستند و با وجود قیمت بالای تمام شده آب، برای مصرف خریدار دارند. آن‌ها با بیان میزان نیاز به آب برای شرب و صنعت در دهه‌های آینده در استان‌هایی مثل کرمان، یزد، اصفهان، سیستان و بلوچستان، خراسان جنوبی و خراسان رضوی بیان می‌کنند که برای تامین این «نیاز آبی» تا افق ۱۴۲۵ هیچ روشی بجز تامین آب از خارج از این مناطق وجود نداشت و روش‌هایی مثل بازچرخانی آب و تصفیه آب فاضلاب شهری و صنعتی نیز هیچ منبع آب جدیدی تامین نمی‌کند و آبی که باید به مصرف باتلاق‌ها و سفره‌های آب زیرزمینی می‌رسیده را بعد از تصفیه به مصرف می‌رساند و کمکی به کسری مخزن آبخوان‌ها در استان‌های نام برده شده نمی‌کند. طبق مطالعات جامع آب کشور که در اواخر دهه ۹۰ شمسی انجام شد نتیجه این بود که تا افق ۱۴۲۵ در منطقه رشته کوه زاگرس به سمت شرق کشور سالانه ۲ میلیارد متر مکعب کسری آب برای تامین نیاز آبی شبکه آب شرب و صنایع وجود دارد که هیچ منبع آبی (با تکنولوژی‌های آن دوره) وجود ندارد که بتوان این ۲ میلیارد متر مکعب کسری آب را برای توسعه پایدار تامین کرد و باید این میزان آب از طریق انتقال آب تامین شود.

#### پاسخ به دلیل ۲
۱) سازمان جهانی یونسکو ۵ معیار برای یک طرح انتقال آب بین حوضه‌ای واجد شرایط را معرفی می‌کند که یکی از آن‌ها این است که ناحیه مقصد با وجود استفاده از منابع جایگزین تامین آب و انجام تمامی اقدامات منطقی برای کاهش تقاضای آن، باز هم در تامین نیازهای فعلی و پیش‌بینی شده کمبود جدی داشته باشد. وقتی در اقتصاد از نیاز به مصرف یک کالا صحبت می‌کنم، مقصود مقدار نیست و هر عددی برای نیاز به مصرف یک کالا مثل آب اعلام شود غلط است. منظور از میزان نیاز به مصرف یک کالا، تابع مصرف است که ارتباط بین قیمت و میزان مصرف یک کالا را مشخص می‌کند. به عنوان مثال یک مصرف‌کننده آب اگر آب را به قیمت متر مکعبی ۵ هزار تومان دریافت کند ممکن است بگوید به صورت متوسط روزانه ۴۰۰ لیتر آب نیاز دارم و مصرف می‌کنم، اما اگر به همین مصرف‌کننده، به آب با قیمت متر مکعبی ۵۰ هزار تومان دسترسی داشته باشد می‌گوید روزی ۱۰۰ لیتر آب نیاز دارم و این ارتباط بین میزان مصرف و قیمت آب با تابع مصرف آب نمایش داده می‌شود. پس این ادعا که نیاز به آب شرب و صنعت در استان‌ها میزانی که ادعا می‌کنند بوده از نظر علم اقتصاد وجاهت ندارد.
۲) از طرف دیگر هیچ برآورد اقتصادی‌ای منتشر نشده یا انجام نشده که نشان دهد طرح‌های جایگزینی وجود نداشته که بتواند با هزینه کمتر با کاهش مصرف آب در کشاورزی، شرب و صنعت نیاز آبی در استان‌های هدف را تامین کند. حتی اگر طرح انتقال آب به این فلات از خارج از حوضه آبریز تنها گزینه بود، طرح‌های دیگری نیز وجود داشت که به ادعای طرفداران این طرح‌ها می‌توانست بدون نیاز به شیرین سازی آب دریا با صرف انرژی بالا این تامین و انتقال آب از خارج از حوضه آبریز فلات مرکزی ایران انجام داد که از آن جمله می‌توان به طرح انتقال آب از رود سند به سیستان و بلوچستان، طرح انتقال آب از آمودریا و کانال قره‌قوم به خراسان رضوی، طرح انتقال آب سید (انتقال آب از روسیه و ناحیه خزری به تمام فلات مرکزی ایران) اشاره کرد.

### دلیل ردی ۳
برخی مخالفان طرح انتقال آب دریا به فلات مرکزی می‌گویند اگر به جای این طرح‌ها، طرح‌های بازچرخانی آب و تصفیه فاضلاب در دستور کار قرار می‌گرفت به‌طور متوسط آب مورد نیاز برای شرب و صنعت به قیمت ۱/۶ یا ۱/۵ آب انتقالی از دریا به فلات مرکزی تأمین می‌شد.

#### پاسخ به دلیل ۳
منتقدان این دیدگاه می‌گویند که بازچرخانی و تصفیه فاضلاب شهری و صنعتی تامین آب جدید نیست و تنها آب فاضلابی که در باتلاق‌ها در نهایت به مصرف محیط زیست و آب‌های زیر زمینی می‌رسید دوباره به مصرف انسانی می‌رسد و چنین راهکاری هیچ کمکی به مثبت کردن بیلان منابع آب در دشت‌های کشور و حفظ و تراز کردن ذخایر آب زیرزمینی نمی‌کند. علاوه بر آن صنایع معدنی و پتروشیمی‌هایی که متقاضی اصلی این شیرین سازی و انتقال آب دریا به فلات مرکزی بوده‌اند عمدتاً هرآنچه فاضلاب قابل تصفیه در مناطق بوده برای تصفیه خریداری کرده‌اند و این ادعا که تصفیه آب پاسخگوی مشکل این صنایع است ناشی از بی اطلاعای از وضعیت موجود است.